# Lijst van apostolisch vicarissen van Ravenstein-Megen
Onderstaand volgt een lijst van apostolisch vicarissen van Ravenstein-Megen, een Nederlands rooms-katholiek apostolisch vicariaat.
| Apostolisch vicaris van Ravenstein-Megen | Apostolisch vicaris van Ravenstein-Megen | Apostolisch vicaris van Ravenstein-Megen                                                    |
| ---------------------------------------- | ---------------------------------------- | ------------------------------------------------------------------------------------------- |
| 1801-1831                                | Franciscus Antonius de Méan de Beaurieux | Apostolisch administrator, was eerder bisschop van Luik                                     |
| 1831-1839                                | Arnold Borret                            | eerder vicaris-generaal 1806-1831                                                           |
| 1839-1841                                | Henricus van der Velden                  | trad af op verzoek van Rome                                                                 |
| 1842-1851                                | Joannes Zwijsen                          | Apostolisch administrator werd in 1851 benoemd tot apostolisch vicaris van 's-Hertogenbosch |